# Vargha Ferenc
Vargha Ferenc (Kecskemét, 1858. november 26. – Budapest, 1940. szeptember 30.) koronaügyész, jogi író.

## Élete
Jogi tanulmányainak befejezése után Kassán joggyakornok, majd a gyulai, a komáromi és a budapesti törvényszéken alügyész, 1891-től Kecskeméten ügyész, 1893-ban budapesti büntetőtörvényszéki bíró. 1896-ban az igazságügyminisztérium törvényelőkészítő osztályára került, ahol részt vett a régi büntető perrendtartás (1896: XXXIII. tv.) tervezetének, valamint az esküdtszéki törvény, az életbe léptető és ügyviteli szabályok tervezeteinek előkészítésében. 1897-től ítélőtáblai bíró, 1900-tól budapesti főügyészhelyettes, 1904-től koronaügyész-helyettes, 1912-től kúriai tanácselnök, 1922-től 1930-ig koronaügyész. 1927-től 1930-ig a felsőház tagja. Az egységes ügyvédi és bírói vizsgálóbizottság elnöke.
Mint jogi szakíró fiatalabb korában az esküdtszék híve, foglalkozott szociológiai kérdésekkel is. Az 1896. évi büntetőeljárási törvénykönyvről Edvi Illés Károllyal és Balogh Jenővel írt kommentárja a törvénykönyv hatálya alatt mind a gyakorlat, mind az elmélet számára fontos kézikönyv volt. A Magyar törvények Grill-féle kiadása című sorozatban ő állította össze – utóbb Angyal Pállal együtt – a bűnvádi perrendtartásról szóló kötetet.

## Főbb művei
- A bűnvádi perrendtartás magyarázata (I–IV., Balogh Jenővel és Edvi Illés Károllyal, Bp., 1897–1900)
- Eljárás az esküdtbíróságok előtt (Budapest, 1898)
- A semmisségi panasz (Budapest, 1904)
- Az esküdtszék (Budapest, 1905)
- Sajtószabadság (Budapest, 1906)
- A képviselők felelőtlensége (Budapest, 1924)
- A bírói függetlenség (Budapest, 1925).